# Championnat de France de basket-ball de deuxième division 2019-2020
Navigation
Saison 2018-2019 Saison 2020-2021
La saison 2019-2020 de Pro B est la quatre-vingt-unième édition du deuxième plus haut niveau du championnat de France de basket-ball, la trente-quatrième sous l'appellation « Pro B ». Les meilleures équipes de la division accèdent à la Jeep Elite la saison suivante.
| \| Aix Maurienne Antibes Blois Denain Évreux Fos-sur-Mer Lille Nancy Nantes Poitiers Quimper Rouen Souffelweyersheim St-Chamond St-Quentin Clermont Paris Gries \| Localisation des clubs engagés. |
| Aix Maurienne Antibes Blois Denain Évreux Fos-sur-Mer Lille Nancy Nantes Poitiers Quimper Rouen Souffelweyersheim St-Chamond St-Quentin Clermont Paris Gries                                       |

## Formule
Dix-huit clubs professionnels s'affrontent lors de la saison régulière qui se déroule d'octobre 2019 à mai 2020. Chaque équipe dispute trente-quatre matchs, dont dix-sept à domicile et dix-sept à l'extérieur, soit deux rencontres contre chaque adversaire de la division. À l'issue de la saison, les équipes classées 17e et 18e sont reléguées en NM1. Elles sont remplacées par les deux clubs promus de cette même division sous condition de satisfaire aux règles du contrôles de la gestion financière et au cahier des charges imposé aux clubs de Pro B. En cas de défection des clubs promus de NM1 à ces conditions, le 17e voire le 18e de Pro B peuvent être repêchés.
Les équipes classées de la 1re à la 7e place lors de la saison régulière sont qualifiées pour les playoffs, en compagnie du vainqueur de la Leaders Cup de Pro B, ou du 8e de saison régulière dans le cas où le vainqueur de la Leaders Cup de Pro B termine la saison régulière dans les huit premiers ou se trouve relégué en NM1. Ce tournoi se tient en mai et juin 2020, après la saison régulière. Cette saison, seule l'équipe vainqueur de la finale accède à la Jeep Elite, en raison de la réorganisation des championnats professionnels (le championnat de Jeep Élite passe de 18 à 16 clubs, le championnat de Pro B passe lui de 18 à 20 clubs).
Depuis la saison 2014-2015, les 18 équipes disputent la Leaders Cup de Pro B. Cette compétition se déroule dans un premier temps sous forme de poules géographiques (6 poules géographiques de 3 équipes). À l'issue de la première phase, les 8 meilleures équipes disputent la phase finale (les premiers de chaque groupe et les meilleurs seconds) sont qualifiés pour les quarts de finale. La finale aura lieu en février 2020 à Disneyland Paris en lever de rideau de la finale de la Leaders Cup de Pro A. Le vainqueur se verra offrir une qualification directe pour les playoffs d'accession :
- si le club vainqueur est classé de 1 à 7 à la fin de la saison régulière, le club classé 8e participera aux playoffs d'accession
- si le club vainqueur est classé de 8 à 16, il fera les playoffs d'accession avec les clubs classés de 1 à 7
- si le club vainqueur est classé 17 ou 18e à la fin de la saison régulière et relégable en NM1, il ne participera pas aux playoffs d'accession et sera remplacé par le 8e de la saison régulière.

## Clubs participants

### Clubs engagés
| Club                                                       | Class. 2019      | Entraîneur               | Salle                                                                 | Capacité    | Ville(s)               |
| ---------------------------------------------------------- | ---------------- | ------------------------ | --------------------------------------------------------------------- | ----------- | ---------------------- |
| Aix Maurienne Savoie Basket                                | 16e              | Emmanuel Schmitt         | Halle Marlioz                                                         | 1 500       | Aix-les-Bains          |
| Olympique d'Antibes                                        | 18e (Jeep Élite) | Nikola Antic             | Azur Arena Antibes                                                    | 5 249       | Antibes                |
| Abeille des Aydes Blois Basket                             | 7e               | Mickaël Hay              | Salle du Jeu de Paume                                                 | 2 525       | Blois                  |
| Association sportive Cail Denain Voltaire Porte du Hainaut | 15e              | Rémy Valin               | Salle Jean Degros                                                     | 2 500       | Denain                 |
| ALM Évreux Basket                                          | 12e              | Fabrice Lefrançois       | Centre Omnisports - Salle Jean Fourré                                 | 3 290       | Évreux                 |
| Fos Provence Basket                                        | 17e (Jeep Élite) | Rémi Giuitta             | Halle des sports Parsemain                                            | 1 387       | Fos-sur-Mer            |
| Basket Club Gries Oberhoffen                               | 8e               | Ludovic Pouillart        | Espace Sport La Foret                                                 | 1 450       | Gries                  |
| Lille Métropole Basket Clubs                               | 14e              | Jean-Marc Dupraz         | Palais des sports Saint-Sauveur                                       | 1 835       | Lille                  |
| SLUC Nancy Basket                                          | 5e               | Christian Monschau       | Palais des sports Jean-Weille                                         | 6 027       | Nancy                  |
| Hermine de Nantes Atlantique                               | 10e              | Jean-Baptiste Lecrosnier | La Trocardière                                                        | 4 185       | Nantes                 |
| Paris Basketball                                           | 11e              | Jean-Christophe Prat     | Halle Georges-Carpentier                                              | 5 000       | Paris                  |
| Poitiers Basket 86                                         | 9e               | Ruddy Nelhomme           | Salle Saint-Éloi                                                      | 2 600       | Poitiers               |
| UJAP Quimper                                               | 13e              | Laurent Foirest          | Salle omnisports Michel-Gloaguen                                      | 2 230       | Quimper                |
| Rouen Métropole Basket                                     | 4e               | Alexandre Ménard         | Kindarena                                                             | 5 789       | Rouen                  |
| Saint-Chamond Basket                                       | 6e               | Alain Thinet             | Halle André Boulloche                                                 | 1 200       | Saint-Chamond          |
| Saint-Quentin Basket-Ball                                  | 4e (NM1)         | Thomas Giorguitti        | Palais des Sports Pierre Ratte                                        | 3 800       | Saint-Quentin          |
| Basket Club Souffelweyersheim                              | 1er (NM1)        | Stéphane Éberlin         | Salle des Sept Arpents                                                | 1 500       | Souffelweyersheim      |
| JA Vichy-Clermont Métropole Basket                         | 3e               | Guillaume Vizade         | Palais des Sports Pierre Coulon Maison des Sports de Clermont-Ferrand | 3 300 4 534 | Vichy Clermont-Ferrand |

Légende des couleurs
- Promu de NM1 2018-2019
- Relégué de Jeep Élite 2018-2019

### Budgets
Le 3 octobre 2019, la LNB communique les budgets et masses salariales des dix-huit équipes.
| Club                                                       | Budget       | Masse salariale |
| ---------------------------------------------------------- | ------------ | --------------- |
| Aix Maurienne Savoie Basket                                | 1 522 000 €  | 504 000 €       |
| Olympique d'Antibes                                        | 3 610 000 €  | 1 043 500 €     |
| Abeille des Aydes Blois Basket                             | 2 592 000 €  | 793 000 €       |
| Association sportive Cail Denain Voltaire Porte du Hainaut | 1 667 000 €  | 611 500 €       |
| ALM Évreux Basket                                          | 1 866 000 €  | 549 000 €       |
| Fos Provence Basket                                        | 2 497 000 €  | 749 000 €       |
| Basket Club Gries Oberhoffen                               | 1 448 000 €  | 593 000 €       |
| Lille Métropole Basket Clubs                               | 1 833 000 €  | 690 000 €       |
| SLUC Nancy Basket                                          | 3 616 000 €  | 906 000 €       |
| Hermine de Nantes Atlantique                               | 2 476 000 €  | 746 000 €       |
| Paris Basketball                                           | 3 228 000 €  | 1 101 000 €     |
| Poitiers Basket 86                                         | 2 220 000 €  | 650 000 €       |
| UJAP Quimper                                               | 1 980 000 €  | 617 500 €       |
| Rouen Métropole Basket                                     | 2 672 000 €  | 727 000 €       |
| Saint-Chamond Basket                                       | 1 777 000 €  | 630 000 €       |
| Saint-Quentin Basket-Ball                                  | 1 695 000 €  | 638 000 €       |
| Basket Club Souffelweyersheim                              | 973 000 €    | 392 000 €       |
| JA Vichy-Clermont Métropole Basket                         | 2 081 000 €  | 690 000 €       |
| Moyenne                                                    | 2 208 056 €  | 700 139 €       |
| Cumulé                                                     | 39 745 000 € | 12 602 500 €    |

## Saison régulière

### Classement
| Rang | Équipe              | %  | J  | G  | P  | Pp   | Pc   | GA   |
| ---- | ------------------- | -- | -- | -- | -- | ---- | ---- | ---- |
| 1    | Blois               | 83 | 23 | 19 | 4  | 1991 | 1785 | 206  |
| 2    | Quimper             | 71 | 24 | 17 | 7  | 1832 | 1693 | 139  |
| 3    | Nancy               | 70 | 23 | 16 | 7  | 1888 | 1762 | 126  |
| 4    | Antibes R           | 61 | 23 | 14 | 9  | 1774 | 1707 | 67   |
| 5    | Saint-Chamond       | 61 | 23 | 14 | 9  | 1822 | 1788 | 34   |
| 6    | Lille               | 58 | 24 | 14 | 10 | 1793 | 1739 | 54   |
| 7    | Denain              | 52 | 23 | 12 | 11 | 1739 | 1675 | 64   |
| 8    | Souffelweyersheim P | 52 | 23 | 12 | 11 | 1742 | 1733 | 9    |
| 9    | Nantes L            | 52 | 23 | 12 | 11 | 1694 | 1697 | -3   |
| 10   | Paris               | 48 | 23 | 11 | 12 | 1836 | 1845 | -9   |
| 11   | Rouen               | 48 | 23 | 11 | 12 | 1827 | 1827 | 0    |
| 12   | Fos-sur-Mer R       | 43 | 23 | 10 | 13 | 1800 | 1810 | -10  |
| 13   | Vichy-Clermont      | 43 | 23 | 10 | 13 | 1889 | 1886 | 3    |
| 14   | Gries Oberhoffen    | 39 | 23 | 9  | 14 | 1840 | 1852 | -12  |
| 15   | Évreux              | 39 | 23 | 9  | 14 | 1865 | 1985 | -120 |
| 16   | Aix-Maurienne       | 39 | 23 | 9  | 14 | 1808 | 1874 | -66  |
| 17   | Saint-Quentin P     | 30 | 23 | 7  | 16 | 1846 | 1974 | -128 |
| 18   | Poitiers            | 9  | 23 | 2  | 21 | 1616 | 1952 | -336 |

| Légende :                                                   |
| - Qualification pour les playoffs d'accession en Jeep Elite |
| - Relégation en NM1                                         |
|                                                             |
| P : Promu de NM1 2018-2019                                  |
| R : Relégué de Jeep Élite 2018-2019                         |
| L : Vainqueur de la Leaders Cup Pro B                       |

### Matches
| Résultats (dom.\ext.)                                              | AIX    | ANT    | BLO      | DEN      | EVR        | FOS       | GRI   | LIL      | NAN      | NCY      | PAR      | POI    | QUI   | ROU    | STC      | STQ    | SOU   | VIC   |
| Aix-Maurienne                                                      |        | 81-82  | -        | 79-76    | 73-75      | 89-95     | -     | 94-93 AP | -        | 75-85    | -        | -      | 90-78 | 68-93  | -        | -      | 77-90 | 79-80 |
| Antibes                                                            | 91-71  |        | -        | -        | 102-74     | -         | 77-67 | -        | 70-76    | 71-92    | 54-64    | 86-67  | 77-71 | -      | 80-70    | 99-86  | -     | -     |
| Blois                                                              | 90-58  | 75-72  |          | 85-95    | -          | 101-98 AP | -     | -        | -        | -        | 89-77    | -      | 84-58 | 96-83  | -        | 82-65  | -     | 92-85 |
| Denain                                                             | -      | 73-86  | -        |          | 82-75      | 87-70     | 65-64 | 72-74    | -        | -        | 87-65    | 80-66  | 71-76 | -      | -        | 85-71  | 68-74 | 71-63 |
| Évreux                                                             | -      | -      | 76-104   | -        |            | 90-86     | 75-83 | 73-62    | -        | -        | 81-87    | 102-69 | 70-86 | 92-87  | 77-93    | -      | 76-94 | -     |
| Fos-sur-Mer                                                        | 83-78  | 59-74  | -        | -        | 73-70      |           | 93-71 | 74-79    | 64-67    | 68-69    | 68-70    | -      | -     | -      | 73-77    | 96-85  | -     | 76-67 |
| Gries Oberhoffen                                                   | 80-62  | -      | 78-77    | 76-98    | 93-90      | -         |       | 83-56    | -        | 78-80    | -        | 88-97  | -     | 103-79 | -        | 69-79  | 98-69 | -     |
| Lille                                                              | -      | 62-58  | 88-70    | -        | -          | -         | -     |          | 76-82 AP | 81-73    | -        | 66-55  | -     | 79-67  | 65-70    | 81-68  | -     | 69-79 |
| Nantes                                                             | 74-78  | -      | 70-72    | 55-57 AP | 91-73      | 77-80     | 73-75 | -        |          | 81-78    | 79-56    | 83-67  | -     | 91-98  | -        | -      | 77-71 | -     |
| Nancy                                                              | 69-76  | -      | 77-82    | 88-75    | 82-75      | -         | -     | -        | -        |          | -        | -      | 76-72 | -      | 92-89 AP | 100-72 | 67-69 | 69-63 |
| Paris                                                              | 83-102 | 71-79  | -        | -        | -          | -         | 92-83 | 90-78    | 88-63    | 93-95 AP |          | -      | -     | 80-73  | -        | 97-81  | 76-77 | 90-93 |
| Poitiers                                                           | 72-88  | -      | 76-78    | 71-86    | -          | 79-84     | -     | 61-81    | -        | 83-88    | 90-79    |        | 64-91 | -      | 63-78    | -      | 74-93 | -     |
| Quimper                                                            | -      | 71-66  | -        | 79-51    | -          | 76-64     | 86-76 | 80-66    | 83-49    | 75-69    | 71-68    | -      |       | 73-68  | -        | -      | -     | 85-73 |
| Rouen                                                              | -      | 97-80  | 85-83    | 73-72    | -          | 83-77     | -     | 70-68    | 83-78    | 75-88    | -        | 87-59  | -     |        | 80-62    | 80-77  | -     | -     |
| Saint-Chamond                                                      | 76-84  | -      | 78-85    | 82-80    | 78-90      | -         | 83-76 | -        | 73-55    | -        | 84-83 AP | 92-68  | 77-65 | -      |          | -      | 69-76 | -     |
| Saint-Quentin                                                      | 84-76  | -      | 75-79 AP | -        | 100-104 AP | -         | 96-89 | -        | 70-77    | 77-92    | -        | 78-59  | 65-80 | -      | 91-99    |        | -     | 90-86 |
| Souffelweyersheim                                                  | -      | 73-53  | 77-79    | -        | -          | 77-94     | -     | 65-77    | -        | -        | 74-81    | -      | 63-71 | 86-80  | 81-59    | 83-77  |       | 77-85 |
| Vichy-Clermont                                                     | -      | 99-101 | 93-99    | -        | 91-85      | -         | 85-76 | 75-84    | 89-93    | -        | -        | 78-75  | -     | 73-68  | 83-92    | -      | 78-69 |       |
| - Victoire à domicile - Victoire à l'extérieur - Match non disputé |        |        |          |          |            |           |       |          |          |          |          |        |       |        |          |        |       |       |

### Évolution du classement
| Journées →        | 1  | 2  | 3  | 4  | 5  | 6  | 7  | 8  | 9  | 10 | 11 | 12 | 13 | 14 | 15 | 16 | 17 | 18 | 19 | 20 | 21 | 22 | 23 | 24 | 25 | 26 | 27 | 28 | 29 | 30 | 31 | 32 | 33 | 34 | PO | Rel. |
|                   |    |    |    |    |    |    |    |    |    |    |    |    |    |    |    |    |    |    |    |    |    |    |    |    |    |    |    |    |    |    |    |    |    |    |    |      |
| ----------------- | -- | -- | -- | -- | -- | -- | -- | -- | -- | -- | -- | -- | -- | -- | -- | -- | -- | -- | -- | -- | -- | -- | -- | -- | -- | -- | -- | -- | -- | -- | -- | -- | -- | -- | -- | ---- |
| Aix-Maurienne     | 9  | 14 | 15 | 15 | 15 | 12 | 13 | 12 | 13 | 14 | 12 | 14 | 12 | 11 | 12 | 11 | 12 | 13 | 15 | 15 |    |    |    |    |    |    |    |    |    |    |    |    |    |    |    |      |
| Antibes           | 16 | 16 | 14 | 14 | 11 | 15 | 15 | 16 | 15 | 11 | 11 | 11 | 10 | 9  | 11 | 9  | 8  | 7  | 5  | 4  |    |    |    |    |    |    |    |    |    |    |    |    |    |    | 3  |      |
| Blois             | 1  | 1  | 2  | 1  | 2  | 3  | 2  | 4  | 2  | 1  | 1  | 1  | 1  | 1  | 1  | 1  | 1  | 1  | 1  | 1  |    |    |    |    |    |    |    |    |    |    |    |    |    |    | 20 |      |
| Denain            | 5  | 3  | 5  | 3  | 3  | 2  | 3  | 1  | 4  | 4  | 4  | 9  | 4  | 8  | 8  | 6  | 9  | 10 | 9  | 9  |    |    |    |    |    |    |    |    |    |    |    |    |    |    | 13 |      |
| Evreux            | 17 | 17 | 12 | 10 | 13 | 13 | 11 | 13 | 12 | 13 | 14 | 12 | 14 | 15 | 15 | 15 | 14 | 15 | 16 | 16 |    |    |    |    |    |    |    |    |    |    |    |    |    |    |    | 2    |
| Fos-sur-Mer       | 11 | 15 | 17 | 18 | 18 | 18 | 17 | 14 | 16 | 17 | 15 | 15 | 16 | 16 | 16 | 16 | 16 | 16 | 12 | 11 |    |    |    |    |    |    |    |    |    |    |    |    |    |    |    | 6    |
| Gries Oberhoffen  | 13 | 7  | 7  | 12 | 10 | 11 | 12 | 10 | 11 | 12 | 13 | 13 | 11 | 13 | 13 | 13 | 13 | 12 | 14 | 14 |    |    |    |    |    |    |    |    |    |    |    |    |    |    | 2  |      |
| Lille             | 10 | 8  | 8  | 4  | 7  | 4  | 7  | 5  | 7  | 9  | 9  | 10 | 13 | 12 | 10 | 12 | 10 | 8  | 7  | 5  |    |    |    |    |    |    |    |    |    |    |    |    |    |    | 7  |      |
| Nancy             | 3  | 2  | 4  | 9  | 9  | 8  | 5  | 9  | 10 | 10 | 10 | 6  | 5  | 4  | 3  | 3  | 3  | 3  | 2  | 3  |    |    |    |    |    |    |    |    |    |    |    |    |    |    | 13 |      |
| Nantes            | 7  | 4  | 1  | 5  | 4  | 5  | 4  | 3  | 5  | 5  | 5  | 4  | 2  | 3  | 7  | 7  | 6  | 5  | 10 | 10 |    |    |    |    |    |    |    |    |    |    |    |    |    |    | 18 |      |
| Paris             | 8  | 10 | 11 | 13 | 17 | 17 | 14 | 15 | 14 | 15 | 17 | 16 | 15 | 14 | 14 | 14 | 15 | 14 | 11 | 13 |    |    |    |    |    |    |    |    |    |    |    |    |    |    |    | 3    |
| Poitiers          | 18 | 18 | 18 | 17 | 16 | 16 | 18 | 18 | 18 | 18 | 18 | 18 | 18 | 18 | 18 | 18 | 18 | 18 | 18 | 18 | 18 | 18 |    |    |    |    |    |    |    |    |    |    |    |    |    | 20   |
| Quimper           | 15 | 12 | 10 | 6  | 8  | 7  | 9  | 7  | 8  | 6  | 7  | 5  | 3  | 2  | 2  | 2  | 2  | 2  | 3  | 2  |    |    |    |    |    |    |    |    |    |    |    |    |    |    | 14 |      |
| Rouen             | 2  | 5  | 3  | 8  | 6  | 9  | 6  | 11 | 9  | 8  | 8  | 8  | 9  | 6  | 5  | 5  | 7  | 9  | 8  | 8  |    |    |    |    |    |    |    |    |    |    |    |    |    |    | 8  |      |
| Saint-Chamond     | 4  | 13 | 16 | 16 | 12 | 10 | 8  | 6  | 3  | 3  | 3  | 3  | 7  | 7  | 6  | 4  | 5  | 4  | 6  | 5  |    |    |    |    |    |    |    |    |    |    |    |    |    |    | 14 |      |
| Saint-Quentin     | 6  | 9  | 13 | 11 | 14 | 14 | 16 | 17 | 17 | 16 | 16 | 17 | 17 | 17 | 17 | 17 | 17 | 17 | 17 | 17 | 17 |    |    |    |    |    |    |    |    |    |    |    |    |    | 1  | 12   |
| Souffelweyersheim | 12 | 6  | 6  | 2  | 1  | 1  | 1  | 2  | 1  | 2  | 2  | 2  | 6  | 5  | 4  | 8  | 4  | 6  | 4  | 7  |    |    |    |    |    |    |    |    |    |    |    |    |    |    | 18 |      |
| Vichy-Clermont    | 14 | 11 | 9  | 7  | 5  | 6  | 10 | 8  | 6  | 7  | 6  | 7  | 8  | 10 | 9  | 10 | 11 | 11 | 13 | 12 |    |    |    |    |    |    |    |    |    |    |    |    |    |    | 8  |      |

En italique, les équipes comptant un match en retard :
1. ↑  Antibes - Paris, match de la 12e journée, est reporté entre la 15e et la 16e journée.
2. ↑  Paris - Lille, match de la 17e journée, est reporté entre la 20e et la 21e journée.

En gras, les équipes comptant un match en avance :
1. ↑  Rouen - Blois, match de la 19e journée, est avancé entre la 15e et la 16e journée.

## Playoffs d'accession
En raison de la pandémie de la COVID-19, la LNB a acté une saison blanche annulant ainsi les play-offs d’accession. Aucune équipe n’a joué de matchs de play-offs cette saison ci.

## Leaders Cup

### Phase de groupes
Les 18 équipes participant au championnat sont réparties en six poules géographiques de trois équipes. Chaque équipe dispute quatre rencontres en tout (deux à domicile et deux à l'extérieur). Les équipes terminant à la première place de leur poule ainsi que les deux meilleurs deuxièmes sont qualifiés pour le tableau final.
| Groupe A      | Groupe B      | Groupe C | Groupe D          | Groupe E | Groupe F       |
| ------------- | ------------- | -------- | ----------------- | -------- | -------------- |
| Denain        | Aix-Maurienne | Évreux   | Gries             | Quimper  | Blois          |
| Lille         | Antibes       | Paris    | Nancy             | Nantes   | Saint-Chamond  |
| Saint-Quentin | Fos-sur-Mer   | Rouen    | Souffelweyersheim | Poitiers | Vichy-Clermont |

### Tableau final
À l'issue de la phase de groupes, le premier de chaque poule et les deux meilleurs deuxièmes sont qualifiés pour les quarts de finale. Les quarts de finale et demi-finales se déroulent en matchs aller-retour, le moins-bien classé recevant la match aller. La finale se joue en un match sec, en lever de rideau de la Leaders Cup 2020.
Le tableau est annoncé le 9 octobre 2019.
|  | Quarts de finale | Quarts de finale | Quarts de finale | Quarts de finale | Quarts de finale |     |                | Demi-finales | Demi-finales | Demi-finales | Demi-finales | Demi-finales |  |  | Finale | Finale  | Finale |
|  |                  |                  |                  |                  |                  |     |                |              |              |              |              |              |  |  |        |         |        |
|  | 1                | Antibes          | 78               | 75               | 153              |     |                |              |              |              |              |              |  |  |        |         |        |
|  | 8                | Paris            | 72               | 69               | 141              |     |                |              |              |              |              |              |  |  |        |         |        |
|  | 8                | Paris            | 72               | 69               | 141              |     | 1              | Antibes      | 85           | 75           | 160          |              |  |  |        |         |        |
|  |                  |                  |                  |                  |                  |     | 1              | Antibes      | 85           | 75           | 160          |              |  |  |        |         |        |
|  |                  | 5                | Nancy            | 86               | 65               | 151 |                |              |              |              |              |              |  |  |        |         |        |
|  | 4                | 5                | Nancy            | 86               | 65               | 151 | Lille          | 60           | 62           | 122          |              |              |  |  |        |         |        |
|  | 4                |                  |                  |                  |                  |     | Lille          | 60           | 62           | 122          |              |              |  |  |        |         |        |
|  | 5                | Nancy            | 83               | 87               | 170              |     |                |              |              |              |              |              |  |  |        |         |        |
|  |                  |                  |                  |                  |                  |     |                |              |              |              |              |              |  |  | 1      | Antibes | 58     |
|  |                  | 2                | Nantes           | 73               |                  |     |                |              |              |              |              |              |  |  |        |         |        |
|  | 2                | Nantes           | 67               | 84               | 151              |     |                |              |              |              |              |              |  |  |        |         |        |
|  | 7                | Denain           | 76               | 64               | 140              |     |                |              |              |              |              |              |  |  |        |         |        |
|  | 7                | Denain           | 76               | 64               | 140              |     | 2              | Nantes       | 71           | 80           | 151          |              |  |  |        |         |        |
|  |                  |                  |                  |                  |                  |     | 2              | Nantes       | 71           | 80           | 151          |              |  |  |        |         |        |
|  |                  | 3                | Vichy-Clermont   | 70               | 60               | 130 |                |              |              |              |              |              |  |  |        |         |        |
|  | 3                | 3                | Vichy-Clermont   | 70               | 60               | 130 | Vichy-Clermont | 85           | 74           | 159          |              |              |  |  |        |         |        |
|  | 3                |                  |                  |                  |                  |     | Vichy-Clermont | 85           | 74           | 159          |              |              |  |  |        |         |        |
|  | 6                | Rouen            | 77               | 69               | 146              |     |                |              |              |              |              |              |  |  |        |         |        |

## Récompenses individuelles

### Trophées LNB
- SNB MVP de Pro B :
- Meilleur jeune :
- Meilleur entraîneur :

### MVPs par mois de la saison régulière
| Mois     | Joueur | Équipe | Évaluation | Points | Rebonds | Passes |
| -------- | ------ | ------ | ---------- | ------ | ------- | ------ |
| Octobre  |        |        |            |        |         |        |
| Novembre |        |        |            |        |         |        |
| Décembre |        |        |            |        |         |        |
| Janvier  |        |        |            |        |         |        |
| Février  |        |        |            |        |         |        |
| Mars     |        |        |            |        |         |        |
| Avril    |        |        |            |        |         |        |
| Mai      |        |        |            |        |         |        |